# Paulo Sousa (calciatore 1975)
José Paulo Sousa da Silva (Lousada, 13 maggio 1975) è un ex calciatore portoghese, di ruolo centrocampista.

## Carriera

### Club
Ha giocato nella massima serie dei campionati portoghese e cipriota.